# Ewandro
Ewandro Felipe de Lima Costa (Recife, 15 de marzo de 1996), más conocido como Ewandro, es un futbolista brasileño que juega de delantero en el AC Omonia Nicosiade la Primera División de Chipre.

## Carrera deportiva
Ewandro comenzó su carrera como futbolista en el São Paulo FC. Con el club brasileño debutó el 23 de enero de 2014 y marcó su primer gol contra el Rio Claro Futebol Clube.

### Atlético Paranaense
El 21 de julio de 2015 se marchó cedido al Clube Atlético Paranaense. Debutó el 23 de agosto de 2015 con derrota contra el Sport Club Internacional, y marcó su primer gol el 30 de agosto de 2015.
Con el Atlético Paranaense jugó 23 partidos y marcó 6 goles, llamando la atención del Udinese Calcio que lo fichó en 2016.

### Udinese
El 7 de julio de 2016 fichó por el Udinese Calcio y debutó en una derrota 1-0 frente al Sassuolo. Apenas tuvo oportunidades con el equipo, después de estar cedido en varios equipos, en 2021, dejó de ser parte del club.

### Cesión tras cesión y efímeros pasos por Brasil
En 2018, Ewandro fue cedido media temporada en el Estoril portugués. Debutó el 21 de enero en la derrota frente el Vitoria Guimaraes y en el siguiente partido, marcó su único gol con el equipo en la victoria 2-0 ante el Sporting de Lisboa. Desafortunadamente, el Estoril descendió al finalizar la temporada y Ewandro fue cedido al Austria Viena de la liga de Austria donde no jugó mucho y solo anotó 1 gol, además que jugó con el filial del equipo austriaco 3 partidos donde marcó 3 goles.
En 2019, fue nuevamente cedido, esta vez al Fluminense, donde solo jugó 8 minutos, luego, en 2020, al Sport Recife, en el que, volvió a ser suplente y al EC Vitoria. Allí, en su debut, dio 2 asistencias frente Oeste Futebol Clube, aunque volvió a jugar poco.
Finalmente, dejó de ser propiedad del Unidese y fichó por el Clube de Regatas de la Série B de Brasil alternando suplencias y titularidades. A la siguiente campaña, jugó en el Náutico Capibaribe y fue titular en la temporada 

### Paso por Bulgaria
En 2022, se marchó al Lokomotiv Plovdiv de Bulgaria. Debutó en la victoria 0-1 contra el Botev Vratsa, y en 2023, se fue cedido al Spartak Varna, donde ha marcado 5 goles en 16 partidos, aunque el equipo ha terminado descendiendo de categoría.

## Clubes
- São Paulo FC (2014-2016)
- Clube Atlético Paranaense (2015-2016) (cedido)
- Udinese Calcio (2016-2021)
- GD Estoril (2018) (cedido)
- Austria Viena (2018-2019) (cedido)
- Fluminense FC (2019) (cedido)
- Sport Recife[2] (2020-2021) (cedido)
- EC Vitoria (2020) (cedido)
- CRB(2021)
- Náutico Capibaribe (2022)
- Lokomotiv Plovdiv (2022-2024)
- Spartak Varna (2023) (cedido)
- AC Omonia Nicosia (2024)